# Konstantin Kostov

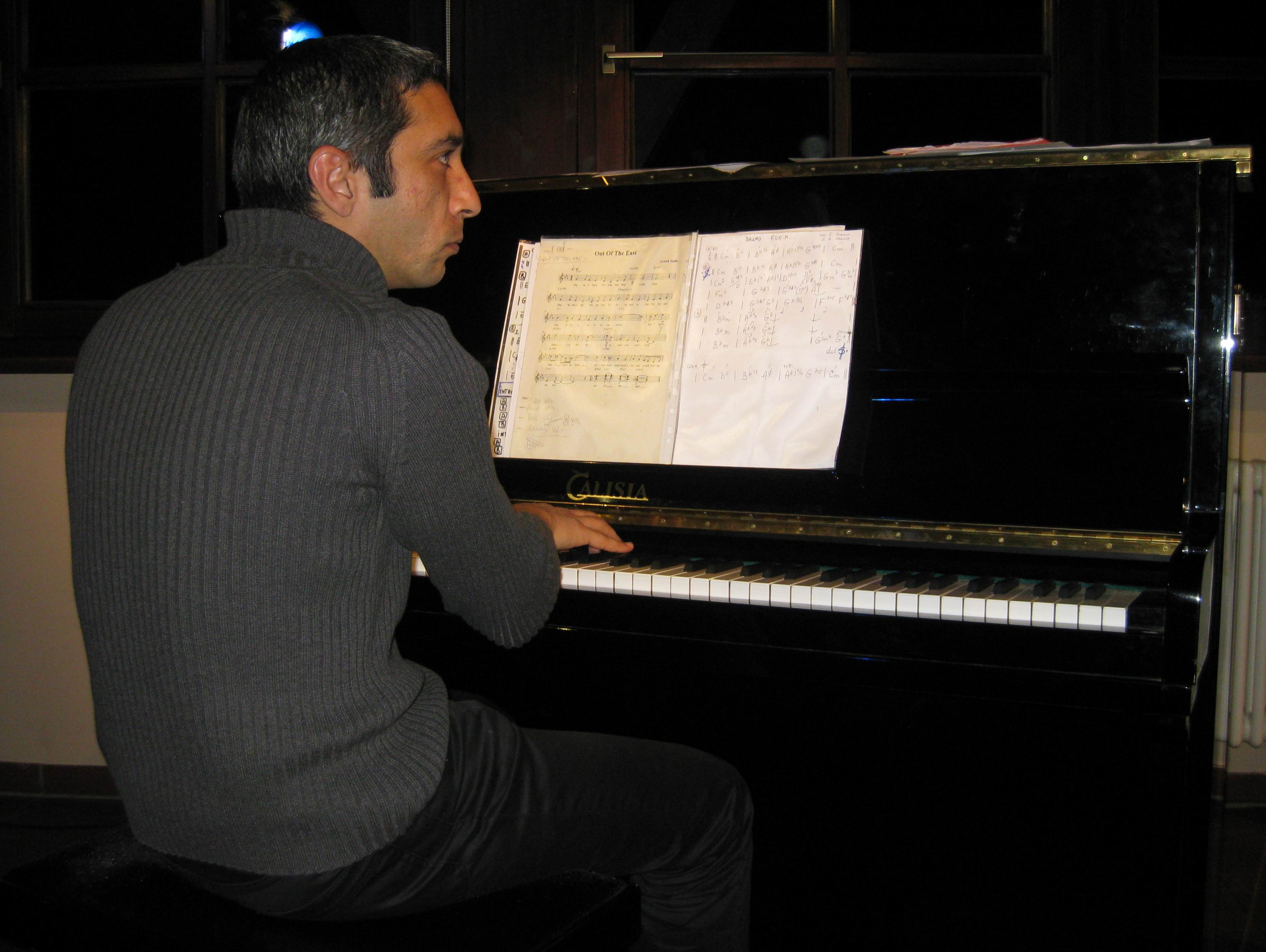
Konstantin Kostov in Nürnberg 2009

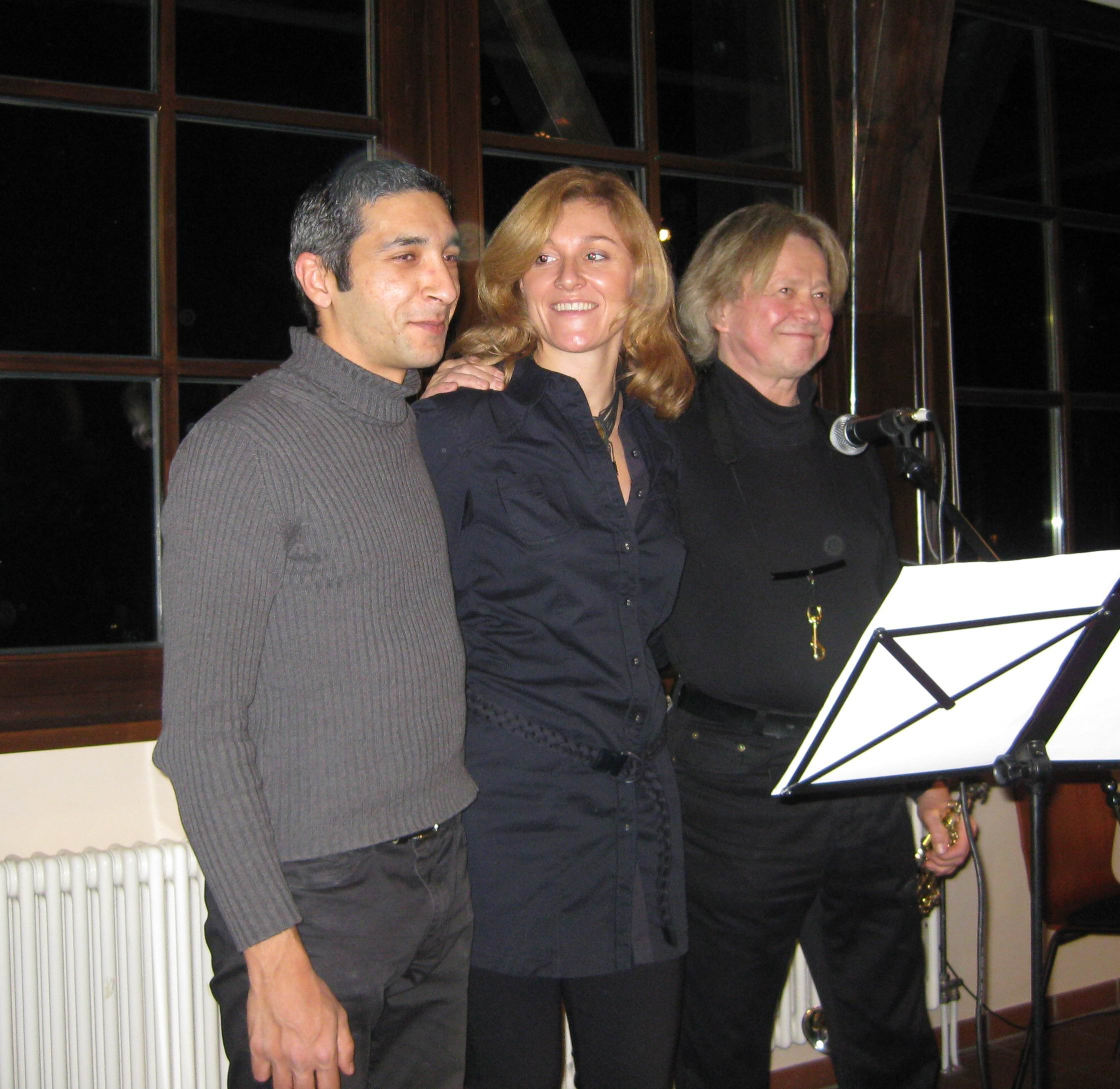
Konstantin Kostov mit Agnieszka Hekiert und Leszek Zadlo

Konstantin Kostov (auch Konstantin Kostow transkribiert, bulgarisch Константин Костов; * 15. Februar 1979 in Wraza) ist ein bulgarischer Jazzpianist. 2007 erhielt er den Diplomabschluss mit Auszeichnung.

## Werdegang
Kostov erhielt seinen ersten Klavierunterricht mit 6 Jahren und studierte ab 2001 Jazzklavier bei Leonid Tschischik. Ein Studium für klassisches Klavier absolvierte er an der Musikschule Wraza, an der staatlichen Musikschule in Plewen und an der Nationalen Musikakademie in Sofia.
Er unterrichtet seit August 2008 Jazz-Piano an der Hochschule für Musik und Theater München. In die verschiedenen Jazzprojekte Kostovs fließt auch bulgarisches Liedgut und Volksmusik ein.

## Auszeichnungen
- 2003: 1. Preis des Richard-Strauss-Konservatorium München[3]
- 2010: 2. Preis und Publikumspreis, Internationaler Musik Wettbewerb Terem Crossover, Sankt Petersburg, Russland